# 鷸鴕
，又譯為、幾維鳥、奇威鳥，泛指無翼鳥科（Apterygidae）下的鳥，無翼鳥属（Apteryx）是無翼鳥科唯一的屬，是新西蘭的特有種，也是新西蘭的國鳥及象征。“奇異鳥”因其叫聲“奇異”（kiwi）而得名，其蛋通常只由雄鳥孵化。鷸鴕共分五種，其中四種屬易危，餘下一種屬近危。現時，遭貓狗等外來哺乳動物捕食為鷸鴕存活的主要威脅。
在古老的新西蘭的南北兩島上，因為沒有走獸和蛇，鳥類不必逃避，地面上的食物豐富，飛行能力逐漸退化。這裡分布著很多本地特有的鳥類，而且不少是無翼鳥，因此，新西蘭有無翼鳥故鄉之美稱，但大多無翼鳥在近幾百年人類登陸後便告滅絕，僅恐鳥就有15種滅絕了。鷸鴕是唯一倖存下來的無翼鳥。

## 形態特點
鷸鴕的身材小而粗短，嘴長而尖，腿部強壯，羽毛如髮。鷸鴕胸骨前並無龍骨突，翅膀退化，無法飛行。鷸鴕眼睛細小，視力衰弱，其他感官卻異常發達，覓食時用尖嘴靈活地刺探，長嘴末端的鼻孔甚至可嗅出十公分深以下泥土中蟲的位置，進而捕食。鷸鴕害羞，易受驚嚇，且因其夜行習慣，要觀察牠們的生態並不容易。
牠們的壽命可達三十年，算是很長壽的鳥類。

## 生活習性
鷸鴕通常於日間入睡，在夜間行動。其夜行習性可能因日間獵物競爭激烈而成。鷸鴕於初抵紐西蘭時，因日間之獵物為恐鳥所壟斷，故需轉至夜晚覓食 。
如今，在保育區或斯圖爾特島等免受捕食者侵擾的地區，鷸鴕亦見於日間出沒。鷸鴕棲居於松樹林、灌木農地、草叢丘阜、溫帶及亞熱帶森林等地。鷸鴕嗅覺靈敏，為鳥類之異稟，其鼻孔在長嘴末端，更屬鳥中無雙。
鷸鴕是雜食類動物，主要食物包括泥土中的蚯蚓、昆蟲、蜘蛛和其他無脊椎動物，亦包括河澗裏的鰻魚、螯蝦、兩棲類動物，甚至果實。
鷸鴕主要的繁殖季節是在每年的6月至翌年3月，屆時每對鷸鴕伴侶會在夜間互相呼喚，並在巢中交配。鷸鴕與信天翁、海鷗一樣採用一夫一妻制，夫妻關係可長達20年，即使配偶死亡亦會守寡。鷸鴕有一對能產卵的卵巢，這不同於其他鳥類只有左邊的卵巢在運作。鷸鴕亦會挖地穴築巢，此舉較為隱蔽，能防被襲。
鷸鴕還有一個很“奇異”的習性，即由雄鳥負責孵卵的工作（紐西蘭人也因此稱顧家的男人為“Kiwi husband”），過程由63至92天不等；
惟大斑鷸鴕則夫妻交替孵卵，屬唯一例外。雌鳥產蛋後，角色即轉變為在洞穴外守衛的衛兵。鷸鴕的蛋十分巨大，約半公斤重，可達雌鳥體重的五分之一。
另外，鷸鴕通常每季只產一蛋，且因產下如此巨型的蛋對雌鳥造成重大生理壓力，雌鳥必須進食三倍平常食量，以使鳥蛋順利發育。在產蛋前兩至三天，鳥蛋之巨甚至使雌鳥沒有空間進食，只得捱餓。孵化後，鷸鴕即長齊羽毛，未幾便脫離父母獨立生活。

## 分類學
長久以來科學家一直認為鷸鴕與其他紐西蘭的恐鳥為近親，然而DNA研究顯示鷸鴕的最近親其實為今已滅絕的馬達加斯加的象鳥，而現存的最近親則為鴯鶓與食火雞，而不是恐鳥。
2013 年在紐西蘭南島 Saint Bathans Fauna 遺址發現生存於中新世的原鷸鴕，體型較現存的鷸鴕小且可能具有飛行能力。這項發現證明了鷸鴕與恐鳥是在不同的時期獨立來到紐西蘭的，且當原鷸鴕來到紐西蘭時，恐鳥已經演化成不會飛的大型鳥類。
鹬鸵现为单目单科单属，但亦有学者将其划分为鸵鸟目。

### 種類
鷸鴕共分五種。其中大斑鷸鴕及小斑鷸鴕可歸類為斑鷸鴕，而南方褐鷸鴕、奧卡里多褐鷸鴕及北島褐鷸鴕又可歸類為褐鷸鴕，參見下表：
本属包括以下物种：
- 南方褐鷸鴕 Apteryx australis Shaw, 1813
- 大斑鷸鴕 Apteryx haastii Potts, 1872
- Apteryx littoralis Tennyson & Tomotani, 2021，发现于1998年新西兰北岛的化石
- 北島褐鷸鴕 Apteryx mantelli Bartlett, 1852
- 小斑鷸鴕 Apteryx owenii Gould, 1847
- 奧卡里多褐鷸鴕 Apteryx rowi Tennyson, Palma, Robertson, Worthy & B.J.Gill, 2003

亲缘关系图：
|  | 大斑鷸鴕（學名：A. haastii） |
|  |                              |
|  | 小斑鷸鴕（學名：A. owenii）  |
|  |                              |

|  | 南方褐鷸鴕（學名：A. australis） |
|  |                                  |
|  | 奧卡里多褐鷸鴕（學名：A. rowi）  |
|  |                                  |
|  | 北島褐鷸鴕（學名：A. mantelli）  |
|  |                                  |

|  | 大斑鷸鴕（學名：A. haastii） |
|  |                              |
|  | 小斑鷸鴕（學名：A. owenii）  |
|  |                              |

|  | 南方褐鷸鴕（學名：A. australis） |
|  |                                  |
|  | 奧卡里多褐鷸鴕（學名：A. rowi）  |
|  |                                  |
|  | 北島褐鷸鴕（學名：A. mantelli）  |
|  |                                  |

## 滅種危機及保育工作

提醒駕駛者附近有奇異鳥出沒的交通警示牌

紐西蘭和澳洲基於地緣關係，在過去千萬年均被海洋隔開，遠離亞洲及其他大洲。因此紐西蘭沒有受到來自亞洲的肉食動物的侵擾，使得這片與世隔絕的島嶼，一度成為鳥類的天堂，許多獨特的鳥類也得以在此繁衍。
但自毛利人、歐洲人相繼發現這塊未開發地以來，他們帶來的外來物種，如鼠、狗、羊、牛、馬、貓等，不僅逐漸變成強勢動物，也改變了紐西蘭的生態平衡。此外，岛上的白鼬会对雏鸟构成威胁。加上人類活動如開墾、建設等，破壞和侵犯原本鳥類的棲息地，已使50餘種鳥類走上絕種之路。如巨型恐鳥，站起來高達四公尺，現在只能在博物館看到它的骨骼標本；又如紐西蘭鷹，有著如虎爪一樣大小的利爪，牠曾是世界上最大的老鷹，但牠難逃絕種的命運。
有研究指，野生幼年鷸鴕的死亡率高達94%。截至2018年，仍有超過70%的鷸鴕未受保護。現時，鷸鴕的保育工作主要由紐西蘭政府保育部負責，項目包括設立保護區、成立國家慈善機構「拯救鷸鴕（Save the Kiwi）」、組織「鳥巢蛋行動（Operation Nest Egg）」等，並於2018年發佈其現行鷸鴕保育計劃。在斯圖爾特島和少數的森林、國家公園，都還可看到南方褐鷸鴕、小斑鷸鴕等的蹤跡。

### 鷸鴕保育區
於2000年，紐西蘭政府保育部設立五個鷸鴕保育區，施行捕食者控制措施，提供研究、監測機會，藉以提高雛鳥存活率。迄今紐西蘭境內共有五個保育區，三個位於北島，其餘兩個位於南島。

### 鳥巢蛋行動
在鳥巢蛋行動中，野外鷸鴕蛋或雛鳥將移送至圈養區中孵化或飼養，直至幼鳥體重達1-1.2公斤。屆時，幼鳥有足夠能力在野外獨自生存，抵禦白鼬。獲鳥巢蛋行動拯救的雛鳥有65%機會長大為成年鷸鴕。相比之下，只有約10%的野生鷸鴕可活至成年。除小斑鷸鴕外，所有鷸鴕物種均受鳥巢蛋行動拯救。

### 圈養管理
圈養管理計劃乃由紐西蘭政府及圈養社群協作，現時該國境內共有15處圈養管理場所，合計共約100隻褐鷸鴕受惠。受圈養的鷸鴕能供公眾觀賞，是提升大眾保育意識的重要一員；同時為研究人員提供良好研究機會，增加對鷸鴕的認識。有需要時，受圈養的鷸鴕亦可放回野外，確保野外鷸鴕數量穩定。

## 與人類的關係
傳統上，毛利人相信奇異鳥受森林之神保祐，並以其羽毛編織成祭袍穿著。時至今日，奇異鳥的羽毛仍為人類所用，後者會從因自然週期、道路事故、捕食獵殺等緣故而死亡的鳥隻中獲取羽毛。此外，人類亦不再捕獵奇異鳥，某些毛利人更視自己為奇異鳥的保衛者。

### 國家象徵
19世紀末，紐西蘭軍隊首次以奇異鳥為團徽，及後更遍見軍隊徽章。到了1906年，以「奇異鳥」為品牌名稱的鞋油在英美等地熱賣，使奇異鳥這一象徵廣為人知。
第一次世界大戰期間，紐西蘭士兵常以「奇異士」（Kiwis）自稱，並在英格蘭威爾特郡一處軍營山坡上刻上大型奇異鳥標記。迄今，人們都普遍稱呼海內外紐西蘭人為「奇異士」。
自此，奇異鳥便成為家喻戶曉的紐西蘭的象徵。奇異鳥亦屢見於紐西蘭不同城市、俱樂部、組織的徽章羽冠當中。例如，紐西蘭皇家空軍的圓標中心印有奇異鳥輪廓，紐西蘭欖球聯盟的徽標上亦有奇異鳥圖樣。

### 動物園飼養
1851年，倫敦動物園成為第一所動物園飼養奇異鳥。及至2007年，只有13所位於紐西蘭境外的動物園有奇異鳥展出，包括法蘭克福動物園、柏林動物園、瓦爾斯羅德世界鳥類公園、萊茵河畔阿爾芬阿菲福納鳥園、聖地牙哥動物園、聖地牙哥野生動物園、國家動物園 (美國)、史密松國家動物園暨保育生物學學院、哥倫布動物園暨水族館等等。1975年，史密松國家動物園成為第一所紐西蘭境外的動物園成功孵化出奇異鳥。2018年，奇異鳥首次於荷蘭阿菲福納鳥園孵化。